# アバルクーフ郡
アバルクーフ郡（ペルシア語: شهرستان ابرکوه）とは、イランのヤズド州に属する郡である。郡中心市はアバルクーフ。2006年の調査では人口42,610人、11,660世帯。
郡内は中心地区とBahman地区に区画され、前者にアバルクーフ市、後者にメフルダシュト市が属する。一年を通して湿度は低く、夏季は高温、冬季は温暖である。